# Mříč
Mříč (v názvech autobusových zastávek se nazývá Mříčí) je vesnice, část městyse Křemže v okrese Český Krumlov. Nachází se asi 1,5 kilometru východně od Křemže. Prochází zde silnice II/143. 
Mříč leží v katastrálním území Křemže o výměře 22,01 km². Jižně od vsi vede železniční trať České Budějovice – Černý Kříž, na které se zde nachází stanice Křemže. Na severu vsi byla vybudována fotovoltaická elektrárna.

## Historie
První písemná zmínka o vesnici pochází z roku 1440.
V letech 1888–1957 byla součástí obce i osada Slavče.

## Pamětihodnosti
- Dvě výklenkové kapličky na jihu a západě vsi, druhá z nich je kulturní památkou ČR
- Usedlost čp. 2 na návsi
- Kaple